# Ajigasawa (Aomori)
Ajigasawa (鰺ヶ沢町 Ajigasawa-machi?) es un pueblo localizado en la prefectura de Aomori, Japón. En octubre de 2018 tenía una población de 9.376 habitantes y una densidad de población de 27,3 personas por km². Su área total es de 343,08 km².

## Geografía

### Municipios circundantes
- Prefectura de Aomori
  - Hirosaki
  - Tsugaru
  - Fukaura
  - Nishimeya
- Prefectura de Akita
  - Happō
  - Fujisato

## Demografía
Según datos del censo japonés, la población de Ajigasawa ha disminuido en los últimos años.
| Año del censo | Población |
| ------------- | --------- |
| 1995          | 14.077    |
| 2000          | 13.551    |
| 2005          | 12.662    |
| 2010          | 11.449    |
| 2015          | 10.126    |